# Kidričeva nagrada
Kidričeva nagrada je bila najvišje slovensko priznanje oziroma nagrada za znanstvene dosežke oziroma za znanstvenoraziskovalno delo v letih od 1957 do 1991.

## Zgodovina
Nagrada je imenovana po Borisu Kidriču in se je podeljevala vsako leto 10. aprila, to je na dan pred obletnico smrti Borisa Kidriča, za kakovostna izvirna znanstvena dela, ki so bila objavljena v preteklem letu. O podelitvi nagrad je odločal Upravni odbor Sklada Borisa Kidriča. Prvotno je dejavnost Sklada Borisa Kidriča in s tem podeljevanje nagrad bila le na področju ekonomskih, družbenih in naravoslovnih ved. Leta 1960 z Zakonom o Skladu Borisa Kidriča se je razširila dejavnost Sklada na obravnavanje znanstvenega dela na vseh področjih družbene dejavnosti: matematika, naravoslovje, tehnika, biotehnologija, medicina, družboslovje in humanistika.
Prvotno se je vsako leto lahko podelilo eno prvo in največ tri druge nagrade. Glavno merilo za podelitev nagrade je znanstvena in strokovna vrednost objavljenega dela ter priznanje, ki ga je delo doseglo v znanstveni javnosti. Prve Kidričeve nagrade so bile podeljene leta 1957.
Leta 1961 je prišlo do spremembe načina nagrajevanja objavljenih znanstvenoraziskovalnih del s Kidričevimi nagradami. Do vključno leta 1960 so se podeljevale po eno prvo in dve drugi nagradi za področje družbenih ved, za področje biološko-medicinskih ved in za področje tehniških ved. Od leta 1961 se je podeljevala le ena sama Kidričeva nagrada za najboljša objavljena znanstvena dela, izjemoma pa tudi za življenjsko delo znanstvenika ali znanstvenice. Vendar pa število del, ki so se nagradila s Kidričevo nagrado v enem letu, ni bilo omejeno. Tega leta so se začele podeljevati Nagrade Sklada.
Kidričeve nagrade je od leta 1957 do 1991 podeljeval Sklad Borisa Kidriča. S podeljevanjem najvišjih slovenskih priznanj se je nadaljevalo in leta 1992 so bile podeljene Nagrade Republike Slovenije za znanstvenoraziskovalno delo. Leta 1998 so jih zamenjale Zoisove nagrade in priznanja za znanstvenoraziskovalno delo.

## Nagrajenci

### 1957
Prva nagrada:
- Milan Vidmar za delo Transformatorji

Drugi nagradi:
- Ivan Rakovec za delo Geološka zgodovina ljubljanskih tal
- Josip Priol za delo Biologija cvetja, oplodbe in rodnosti pri jablani

### 1958
Prva nagrada ni bila podeljena.
Tri druge nagrade:
- Bojan Accetto in Ivan Matko za skupno delo Doprinos k citodiagnostiki manifestne in latentne avitaminoze B12
- Janez Kanoni za delo Dialektika v psihopatologiji in psihiatrični vidiki v kriminologiji
- Dušan Hadži za delo Problematika vodikove vezi

### 1959
Prva nagrada ni bila podeljena.
Druga nagrada 
- Ervin Prelog za razpravo Integracija Lamejevih elastostatičnih enačb za kroglo in valj poljubne debeline pri poljubni obtežbi

### 1960
Prva nagrada
- Janez Dular, Gabrijel Kernel, Mitja Kregar, Miodrag Mihailović, Gvido Pregl, Mitja Rosina in Črtomir Zupančič za kolektivno delo Jedrska absorpcija žarkov gama v aluminiju, siliciju, fosforju, žveplu in kalciju

Druga nagrada
- Zoran Rant za knjigo Uparjanje v teoriji in praksi

### 1961
Od leta 1961 naprej se je podeljevala ena Kidričeva nagrada za najboljša objavljena znanstvena dela, izjemoma pa tudi za življenjsko delo znanstvenice ali znanstvenika. Število del, ki se je nagradilo s Kidričevo nagrado v enem letu, ni bilo omejeno.
V letu 1961 je bila podeljena Kidričeva nagrada za naslednja najboljša dela:
- Anton Melik za delo Slovenija, ki je zaključeno s knjigo Slovensko Primorje (Slovenska matica 1960)
- Jurij Štempihar za knjigo Avtorsko pravo, Ljubljana 1960
- Robert Blinc in sodelavci: Snegulka Detoni, Igor Levstek, Milan Pintar, Anton Prelesnik za Raziskave feroelektrikov z vodikovimi vezmi

### 1962
Nagrajeni deli:
- Sergij Vilfan za delo Pravna zgodovina Slovencev
- Mirjan Gruden za razpravo Nekatere lastnosti harmoničnih bivektorjev in njihova uporaba v teoriji elektromagnetnih valov

### 1963
Na področju tehničnih in naravoslovnih ved:
- Ivan Kuščer za razpravi Reprocity theorems for thermal neutrons in Thermal diffusion of neutrons (Izreki recipročnosti za termične nevtrone in Termična difuzija nevtronov)

Na področju naravoslovnih in medicinskih ved:
- Jovan Hadži za delo The evolution of Metazoa (Razvoj mnogoceličarjev)
- Milica Valentinčič za življenjsko delo na področju mikrobiologije

### 1964
Na področju tehničnih in naravoslovnih ved:
- Peter Gosar za deli O gibljivosti iona H3O+ v kristalih ledu in O gibljivosti intersticialnih ionov

Na področju naravoslovnih ved in medicinskih ved:
- Alija Košir za onkološki del razprave Erdokrinij in malignomi

Na področju družbenih ved:
- Dušan Kermavner za delo Začetek slovenske socialne demokracije v desetletju 1884-1894

### 1965
Kidričeva nagrada ni bila podeljena.

### 1966
Na področju tehniških ved:
- Marijan Ribarič za delo Zveza med refleksijskimi lastnostmi telesa in refleksijskimi lastnostmi njegovih delov

Na področju naravoslovnih ved in medicinskih ved:
- Robert Neubauer za 40-letno znanstveno in strokovno delo in številne publikacije na področju fiziologije ter preprečevanja in zdravljenja tuberkuloze, za razvijanje sodobne organizacijske oblike pri obvladovanju tuberkuloze

### 1967
Na področju tehniških ved:
- Lovro Pičman za delo Transportni koeficienti

Na področju družbenih ved:
- Vlado Schmidt za delo Zgodovina šolstva in pedagogike na Slovenskem

### 1968
Na področju tehniških ved:
- Anton Železnikar za delo Prekrivni algoritmi
- Karel Ferlež za delo Mlin za mletje močnih krmil in žitaric

Na področju družbenih ved:
- Jože Pokorn za delo Denar in kredit v narodnem gospodarstvu

### 1969
Kidričeva nagrada ni bila podeljena.

### 1970
Na področju tehniških ved:
- Ivan Vidav za delo Spektri perturbiranih polgrup z uporabo v transportni teoriji
- Darko Jamnik in sodelavci Gabrijel Kernel, Niko Bezić, Dušan Brajnik, Anton Brinšek, Uroš Miklavžič in Jože Šnajder za dela: Celotni fotonuklearni presek za 12C, 14N, 16O in 19F v območju veleresonanc, Meritev fotoabsorpcijskega preseka v energijskem območju 10-30 MeV z magnetnim comptonskim spektrometrom in Tabele totalnih absorpcijskih presekov za fotone energij med 10 in 13 MeV v Be, C, N2H4, H2O, HF, Si in Ca

Na področju biotehniških in medicinskih ved:
- Jožef Rant za življenjsko delo

### 1971
Na področju tehniških ved:
- Franc Cvelbar, Alenka Hudoklin, Miodrag V. Mihajlović, Mitja Najžer, Milan Potokar in Vekoslav Ramšak za dela: Primerjava med aktivacijskimi in integralnimi preseki za radiacijsko zajetje nevtronov 14 MeV, Deekscitacija skozi nevezana stanja pri radiacijskem zajetju nevtronov energije 14 MeV in Spekter žarkov gama pri radiacijskem zajetju nevtronov energije 14 MeV za Si in Ca

Na področju družbenih ved:
- leksikološka sekcija Inštituta za slovenski jezik pri SAZU za zasnovo Slovarja slovenskega knjižnega jezika, ki je izražena v prvi knjigi slovarja

### 1972
Na področju prirodoslovno-matematičnih ved:
- Anton Kuhelj za življenjsko delo na področju mehanike

Na področju tehniških ved:
- Lujo Šuklje za dognanja na področju mehanike tal, ki so strnjena v knjigi Rheological Aspects of Soil Mechanics (Reološki vidiki mehanike tal)

Na področju biotehniških in medicinskih ved:
- Franc Čelešnik za dognanja na področju pojavljanja in obravnavanja zajčje ustnice in volčjega žrela, ki so strnjena v delu Nos conceptions therapeutiques des beces de lievre et des divisions palatines

Na področju družbenih ved:
- Alojzij Finžgar za življenjsko delo na področju pravnih ved

### 1973
Na področju naravoslovno-matematičnih ved:
- Branko Brčič za življenjsko delo na področju anorganske kemije
- Marija Perpar za življenjsko delo na področju organske kemije
- Ivan Župančič in sodelavci: Miha Mali, Radko Osredkar, Anton Prelesnik in Janez Seliger za dela: 14N jedrskega kvadrupolna resonančna spektroskopija nekaterih aminokislin in nukleinskih baz z dvojno resonanco v laboratorijskem sistemu; 14N kvadrupolna sklopitev v paraelektričnem amonsulfatu; Meritve relaksacij spinmreža z jedrsko dvojno resonanco v feroelektričnih sistemih ter dela s področja dvojne jedrske resonance, ki tvorijo s prej omenjenimi celoto

Na področju družbenih in humanističnih ved:
- Lado Vavpotič za življenjsko delo na področju javne uprave

### 1974
Na področju naravoslovno-matematičnih ved:
- Srečko Brodar za življenjsko delo s področja kvartarologije
- Sergej Pahor in Anton Suhadolc za dela s področja transportne teorije in konkretno za razpravo O popolnosti lastnih funkcij večskupinske transportne teorije za polprostor

Na področju tehniških ved:
- Ciril Rekar za življenjsko delo in posebej za rezultate pri predelavi domačih rud
- Janez Peklenik za dela s področja kvalitete obdelanih površin in posebej za delo Karakteristike ovojnice tehničnih površin in njen pomen za funkcijsko obnašanje

Na področju medicinskih in biotehniških ved:
- Andrej O. Župančič za življenjsko delo kot utemeljitelju, raziskovalcu in učitelju na področju patofiziološke znanosti v Sloveniji

Na področju družbenih in humanističnih ved:
- Metod Mikuž za življenjsko delo in posebej za delo Zgodovina narodnoosvobodilne borbe Slovenije

### 1975
Na področju prirodoslovno-matematičnih ved:
- Robert Blinc za dela na področju feroelektrikov in tekočih kristalov, ki jih je objavil kot soavtor v knjigi Kritična nihanja v feroelektrikih in antiferoelektrikih in v 20 publikacijah leta 1974 in 1973

Na področju tehniških ved:
- Franjo Kočevar za življenjsko delo kot utemeljitelju študija in znanstveno raziskovalnega dela na področju tekstilstva na Slovenskem

Na področju biotehniških in medicinskih ved:
- Rudolf Pipan za življenjsko delo na področju razvijanja, znanstvene utemeljitve in praktične uvedbe izvirnih metod razvojnega načrtovanja v gozdarstvu
- Milan R. Dimitrijevič za dela s področja klinične nevrofiziologije in sicer za serijo člankov o spastičnosti pri človeku

Na področju družbenih in humanističnih ved:
- Franc Koblar za življenjsko delo s področja slovenske slovstvene zgodovine in teatrologije, s poudarkom na zadnje delo Slovenska dramatika I in II
- Anton Ocvirk za življenjsko delo s področja primerjalne književnosti, literarne teorije in slovenske literarne zgodovine
- Fran Zwitter za življenjsko delo s področja zgodovinopisja

### 1976
Na področju prirodoslovno-matematičnih ved:
- Dušan Hadži za delo na področju vibracijske spektroskopije molekul in kristalov
- Josip Globevnik za dela na področju analitičnih vektorskih funkcij zajeta v devetih člankih

Na področju družbenih in humanističnih ved:
- Marja Boršnik za življenjsko delo na področju slovenske literarne zgodovine
- Josip Vidmar za življenjsko delo na področju slovenske estetike in kritike
- France Černe za delo Teoretični problemi naše družbene in gospodarske ureditve

### 1977
Na področju prirodoslovno-matematičnih ved:
- Miha Tišler in Branko Stanovnik za dosežke s področja kemije organskih heterocikličnih spojin, objavljene v 30 člankih v letih 1975 in 1976

Na področju tehniških ved:
- Ivan Sovinc za temeljne razprave iz mehanike hribin in uporabe izsledkov v rudarstvu

Na področju biotehniških in medicinskih ved:
- France Adamič za življenjsko delo na področju pomologije

Na področju družbenih in humanističnih ved:
- Svetozar Ilešič za življenjsko delo na področju geografije Slovenije
- Rudi Kyovsky za življenjsko delo na področju delovnega prava

### 1978
Na področju tehniških ved:
- Dušan Lasič za življenjsko delo na področju elektronike in posebej vakuumske tehnike

Na področju biotehniških in medicinskih ved:
- Lev Milčinski za življenjsko delo na področju psihiatrije
- Vinko Kambič za delo s področja laringologije s posebnim poudarkom na diagnostiki, kirurškem zdravljenju in rehabilitaciji bolnikov z rakom grla

Na področju družbenih in humanističnih ved:
- Lojze Ude za življenjsko delo za obravnavanje koroškega vprašanja in boja za našo severno mejo
- Anton Bajec za življenjsko delo na področju slovenskega knjižnega jezika

### 1979
Na področju prirodoslovno-matematičnih ved:
- Davorin Dolar za temeljne dosežke s področja termodinamike in transportnih lastnosti polielektrolitov

Na področju tehniških ved:
- Viktor Turnšek za življenjsko delo na področju gradbeništva in še posebej za rezultate, katere je v zadnjih 15 letih, kot vodja širšega raziskovalnega teama, dosegel pri reševanju seizmične problematike zidanih zgradb

Na področju biotehniških in medicinskih ved:
- Mirko Derganc za življenjsko delo na področju plastične kirurgije in zdravljenja opeklin ter na področju prve pomoči

Na področju družbenih in humanističnih ved:
- Jože Goričar za življenjsko delo na področju sociologije

### 1980
Na področju prirodoslovno-matematičnih ved:
- Jože Slivnik za vrhunske dosežke pri temeljnih raziskavah na področju kemije fluora in za izvirne tehnološke dosežke
- Andrej Ažman za vrhunske dosežke na področju kvantne kemije

Na področju tehniških ved:
- Radislav Pavletič za vrhunske dosežke na raziskovalnem področju motorjev z notranjim zgorevanjem
- Anton Ramovš za vrhunske dosežke na raziskovalnem področju paleontologije in biostratigrafije

Na področju družbenih in humanističnih ved:
- Stojan Pretnar za življenjsko delo na področju prava industrijske lastnine
- Gorazd Kušej za življenjsko delo na področju pravnih znanosti

### 1981
Na področju prirodoslovno-matematičnih ved:
- Ladislav Kosta za vrhunske dosežke na področju analizne kemije
- Savo Lapanje za vrhunske dosežke na področju fizikalne kemije proteinov

Na področju tehniških ved:
- Rudi Ahčan za življenjsko delo v zvezi z rudarskim pridobivanjem premoga

Na področju biotehniških in medicinskih ved:
- Drago Lebez za življenjsko delo na področju biokemijskih raziskav živalskih strupov in beljakovin
- Bojan Varl za izredne dosežke na področju uporabnosti radioaktivnih indikatorjev v medicini s posebnim poudarkom na patologiji ščitnice

Na področju družbenih in humanističnih ved:
- Boris Paternu za monografijo France Prešeren in njegovo pesniško delo
- Roman Savnik za življenjsko delo Krajevni leksikon Slovenije

### 1982
Na področju prirodoslovno-matematičnih ved:
- Drago Kolar za vrhunske raziskovalne dosežke s področja naravoslovnih in tehniških ved pri proučevanju mehanizmov reakcij in razvoja mikrostrukture pri sintranju kemično heterogenih sistemov

Na področju tehniških ved:
- Ervin Prelog za življenjsko delo na področju teorije konstrukcij

Na področju biotehniških in medicinskih ved:
- Stanko Banič za življenjsko delo na področju mikrobiologije in imunologije

Na področju družbenih in humanističnih ved:
- Anton Slodnjak za celotno delo pri proučevanju Levstikovih del
- Adolf Bibič za dela Interesi in politika, Za politologiju, Snaga narodnih masa - v Kardeljevi knjigi Socializam i demokracija in Politična znanost v samoupravni družbi

### 1983
Na področju naravoslovno-matematičnih ved:
- Anton Peterlin za življenjsko delo kot ustanovitelj slovenske fizikalne šole, kot začetnik in organizator multiinterdisciplinarnega Instituta Jožef Stefan in za mednarodne vrhunske dosežke na področju fizike velikih molekul

Na področju tehniških ved:
- Roman Modic za življenjsko delo na področju kemijskega inženirstva

Na področju biotehniških in medicinskih ved:
- Janez Brglez za delo Zajedavci pri pticah v Sloveniji

Na področju družbenih in humanističnih ved:
- Janez Stanovnik za knjigo Mednarodni gospodarski sistem - od dominacije k enakopravnosti
- Anton Trstenjak za življenjsko delo na področju psihologije

### 1984
Na področju naravoslovno-matematičnih ved:
- Vito Turk za vrhunske dosežke na področju proteolitskih encimov in njihovih inhibitorjev
- Ljubo Golič za vrhunske dosežke s področja rentgenske strukturne analize

Na področju tehniških ved:
- Franc Vodopivec za delo Mikrostrukturni procesi in reakcije pred in med vročim preoblikovanjem jekel

Na področju biotehniških in medicinskih ved:
- Miroslav Brzin za življenjsko delo na področju nevrokemije

Na področju družbenih in humanističnih ved:
- Franc Zadravec za delo Elementi slovenske moderne književnosti

### 1985
Na področju naravoslovno-matematičnih ved:
- Peter Prelovšek za vrhunske dosežke na področju teorije faznih prehodov v sistemih z inkomenzurabilno strukturo
- Venceslav Rutar za vrhunske dosežke pri razvoju dvodimerizionalne heteronuklearne NMR spektroskopije

Na področju tehniških ved:
- Ivan Vizovišek za življenjsko delo na področju polimerov, umetnih snovi in usnjarstva

Na področju biotehniških in medicinskih ved:
- Franc Janežič za življenjsko delo na področju fitopatologije

Na področju družbenih in humanističnih ved:
- Viktor Korošec za življenjsko delo s področja antičnih prav

### 1986
Na področju naravoslovno-matematičnih ved:
- Bosiljka Tadić in Raša Pirc za vrhunske dosežke na področju teorije faznih prehodov
- Ernest Maver za življenjsko delo na področju botanične taksonomije in fitogeografije

Na področju tehniških ved:
- Evgen Kansky za življenjsko delo na področju vakuumske tehnologije in materialov ter tehnologij tankih plasti

Na področju biotehniških in medicinskih ved:
- Bogdan Brecelj za življenjsko delo na področju ortopedije in medicinske rehabilitacije

Na področju družbenih in humanističnih ved:
- Dušan Moravec za življenjsko delo na področju teatrologije
- Aleksander Bajt za delo Alternativna ekonomska politika

### 1987
Na področju naravoslovno-matematičnih ved:
- Milan Schara in Marjeta Šentjurc za vrhunske dosežke na področju biofizike membran

Na področju tehniških ved:
- Ludvik Gyergyek za življenjsko delo na področju sistemske teorije in kibernetike

Na področju biotehniških in medicinskih ved:
- Jože Ferčej za življenjsko delo na področju govedoreje

Na področju družbenih in humanističnih ved:
- Dragotin Cvetko za življenjsko delo na področju muzikologije
- Janko Pleterski za delo Narodi, Jugoslavija, revolucija

### 1988
Na področju naravoslovno-matematičnih ved:
- Franc Forstnerič za vrhunska dela na področju kompleksne analize
- Boštjan Žekš in Adrijan Levstik za izjemne dosežke pri raziskavah tekočih kristalov

Na področju tehniških ved:
- Janez Levec za vrhunski znanstveni dosežek s področja transportnih pojavov v poroznih medijih

Na področju biotehniških in medicinskih ved:
- Miro Košak za življenjsko delo na področju kirurgije srca in ožilja

Na področju družbenih in humanističnih ved:
- Jaroslav Šašel za delo Inscriptiones latinae
- Stojan Cigoj za delo Komentar obligacijskih razmerij

### 1989
Na področju naravoslovno-matematičnih ved:
- Miodrag V. Mihailović za življenjsko delo na področju teorijske jedrske fizike
- Boris Žemva za vrhunske dosežke na področju anorganske kemije in kemije fluora

Na področju tehniških ved:
- Igor Grabec za vrhunske dosežke na področju raziskav akustične emisije

Na področju biotehniških in medicinskih ved:
- Rudolf Pavlin za življenjsko delo na področju nevrokemije
- Jože Trontelj za vrhunske dosežke na področju mikroelektromiografije

Na področju družbenih in humanističnih ved:
- Bogo Grafenauer za življenjsko delo na področju zgodovinske znanosti
- Vlado Benko za delo Mednarodni odnosi

### 1990
Na področju naravoslovno-matematičnih ved:
- Slobodan Žumer za vrhunske dosežke na področju fizike polimerno dispergiranih tekočih kristalov
- Bojan Mohar za vrhunske dosežke pri proučevanju spektralnih lastnosti in izoperimetričnega števila končnih in neskončnih grafov

Na področju tehniških ved:
- Alojz Kralj in Tadej Bajd za delo Funkcionalna električna stimulacija: stoja in hoja po poškodbi hrbtenjače

Na področju biotehniških in medicinskih ved:
- Janez Batis za življenjsko delo na področju veterinarstva

Na področju družbenih in humanističnih ved:
- Bojan Čop za življenjsko delo na področju primerjalnega jezikoslovja

### 1991
Na področju naravoslovno-matematičnih ved:
- Gabrijel Kernel za vrhunske dosežke na področju fizike srednjih in visokih
- Jure Zupan za monografijo Algorithms for Chemists in skupino objavljenih člankov

Na področju družbenih in humanističnih ved:
- France Vreg za življenjsko delo na področju komunikologije
- Milica Kacin Wohinz za delo Prvi antifašizem v Evropi

Za izume:
- Marjan Špegel, Andrej Brodnik, Borut Lesjak, Slavko Mavrič, Vido Vouk za razvojni sistem IN-BED za programiranje mikroprocesorjev v Moduli-2